# Le Météore
Pour le film, voir Le Météore (film).
Le Météore est le 3e tome de la série de bande dessinée Le Décalogue, réalisé par Frank Giroud (scénario) et Jean-François Charles (dessin et couleurs). Il a été édité en 2001 par Glénat.

## Description

### Synopsis
En 1958, Shelley McGuire, enseignante universitaire et bibliophile avertie, rejoint un groupe de scientifiques qui se rendent dans un monastère reculé des Météores où Nahik est entreposé.
Par ailleurs, un fou fanatique s’échappe d’un asile voisin et se joint clandestinement au groupe.
Tous ont des raisons différentes de vouloir s’emparer de l’ouvrage précieux mais posséder Nahik, le livre maudit, n’est pas à la portée de tout le monde…

### Personnages
- Shelley McGuire : jeune universitaire, membre de l’expédition des Météores à la recherche de Nahik. Épouse de Halid Reza (cf. La Fatwa).
- Panakis : aliéné fanatique, assassin cruel, échappé d'un asile grec et intégré à l’expédition à l’insu des autres scientifiques.
- Le moine : un des deux derniers moines vivant au monastère des Météores.

## Analyse
Troisième étape de l’épopée qui entoure l’existence de Nahik, Le Météore insiste davantage sur le commandement illustré dans l'album (« Tu ne donneras point d’image à ton Dieu ») que sur l’ouvrage lui-même.
Giroud, qui poursuit son analyse des comportements religieux, mène une réflexion autour du fanatisme orthodoxe et de l’iconoclasme. Il a su en outre intégrer cette réflexion dans un scénario organisé comme un thriller, centré autour d'un serial-killer dissimulé parmi les personnages de l’album.
Les dessins de J-F Charles ne sont pas sans rappeler certaines caractéristiques des comics américains, ce qui rend le graphisme en cohérence avec l’époque du récit et dépeint avec justesse l’ambiance sévère de la région des Météores.[non neutre]

## Publications en français
- Glénat collection « Grafica », 2001  (ISBN 2-7234-3190-8)

### Documentation
- Fabien Tillon, « Décalogue : à fond la forme ! », BoDoï, no 43,‎ juillet 2001, p. 12.